# Jadar (Drina)
Jadar (serbisch-kyrillisch Јадар) ist ein Fluss im westlichen Serbien auf dem Gebiet der Verwaltungsbezirke Kolubara und Mačva. Er ist der größte Nebenfluss der unteren Drina.
Der Fluss ist 75 km lang.
Die Jadar entspringt im Gebirge Vlašić. Die Hauptrichtung des Flusses ist nordwestlich, in der Nähe der Mündung nördlich. In der Nähe des Ortes Lešnica fließt sie in die Drina.